# Charles E. Smith
Charles Edward Smith IV, född 29 november 1967 i Washington D.C., är en amerikansk idrottare som tog OS-brons i basket 1988 i Seoul. Detta var USA:s första brons i herrbasket i olympiska sommarspelen, och tredje gången genom alla tider som USA inte tog guld. Han spelade för Boston Celtics och Minnesota Timberwolves i NBA.